# Miracoli eucaristici di Buenos Aires

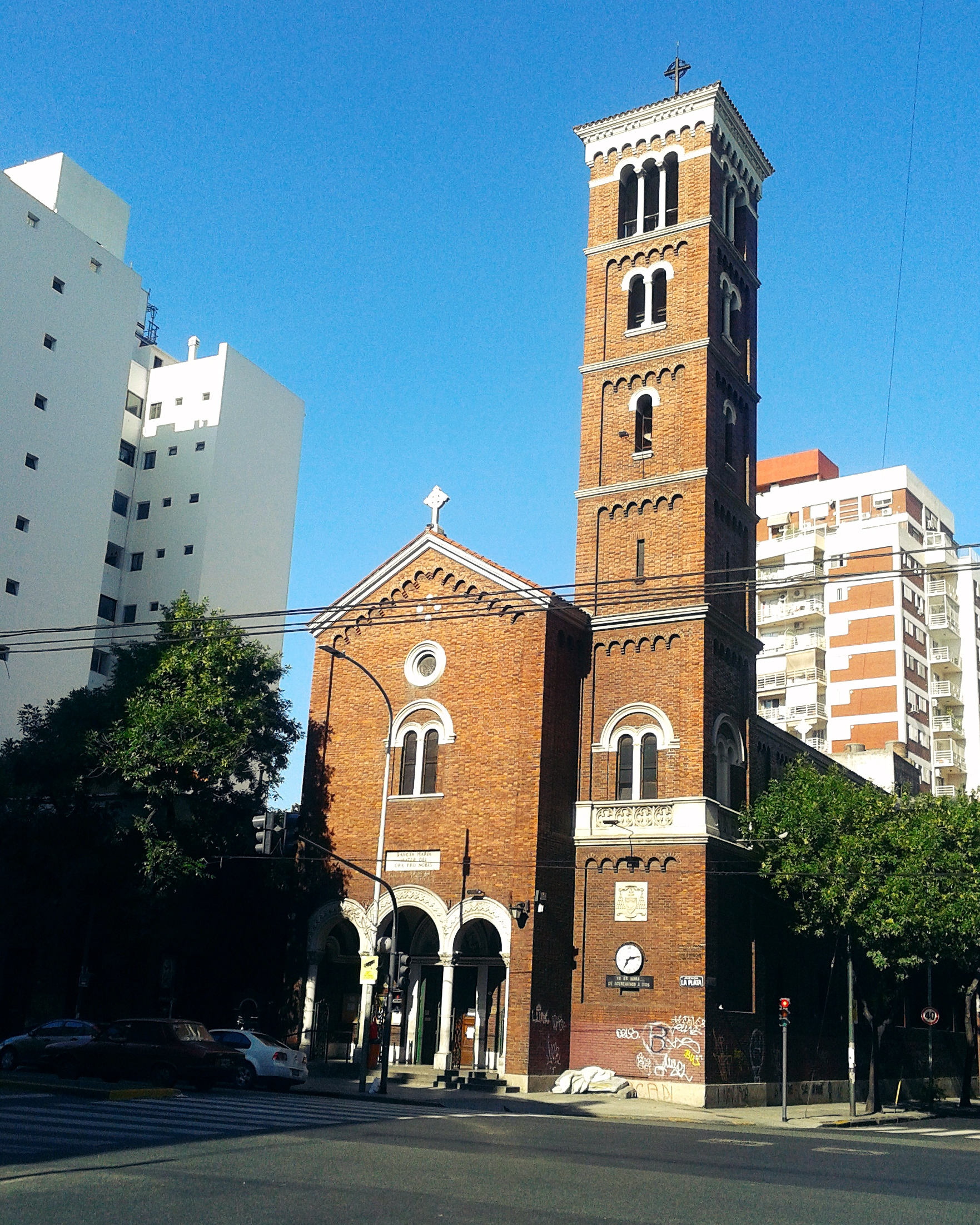
La chiesa parrocchiale di Santa Maria a Buenos Aires

I Miracoli eucaristici di Buenos Aires sono dei fatti che, secondo alcuni credenti, sarebbero avvenuti nella città di Buenos Aires, nella chiesa di Santa Maria del quartiere di Almagro, durante i quali parti di ostie consacrate si sarebbero trasformate in sangue e tessuto miocardico di tipo umano.

## 1992

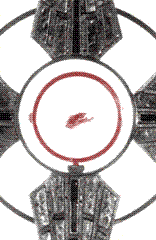
La reliquia del miracolo eucaristico del 1992

Il 1º maggio 1992, nella chiesa di Santa Maria, a Buenos Aires, il ministro dell'Eucaristia Carlos Domínguez, laico, vede sul corporale, davanti al tabernacolo, due frammenti di ostia, presumibilmente caduti dalla pisside. Si rivolge al parroco, padre Juan Salvador Carlomagno, che decide di applicare la procedura prevista per questi casi: i due frammenti vengono posti nell'acqua di un piccolo recipiente, che viene chiuso nel tabernacolo.
L'8 maggio padre Juan controlla il recipiente e si accorge che nell'acqua si sono formati come tre coaguli di sangue, mentre sulle pareti ci sono come delle scie di sangue. Viene avvisata la Curia e, essendo assente il cardinale Antonio Quarracino (immediato predecessore di Jorge Mario Bergoglio), il vescovo ausiliare, mons. Eduardo Mirás, raccomanda una perizia medica, che conferma la natura ematica della sostanza esaminata. Quando l'acqua del recipiente, col passare del tempo, evapora, rimane sul fondo una crosticina rossa, lunga circa due centimetri.

## 1994
Il 24 luglio 1994, nella stessa chiesa, alla messa del mattino, il ministro dell'Eucaristia, laico, nota sul bordo interno della pisside come una goccia di sangue che scorre. Il fenomeno, che viene fotografato, non ha la risonanza di quelli del 1992 e del 1996.

## 1996
Il 18 agosto 1996, sempre nella chiesa di Santa Maria, al termine della distribuzione della Comunione alla messa delle 19, una fedele riferisce al sacerdote, padre Alejandro Pezet, di aver visto un'ostia alla base di un candelabro. Il sacerdote raccoglie l'ostia e l'affida a Emma Fernandez, ministra laica dell'Eucaristia, perché la metta in acqua e la chiuda nel tabernacolo. Il 26 agosto si nota che l'ostia, anziché dissolversi, si sta trasformando in una sostanza rossa e gelatinosa. La curia, nella persona dell’allora vescovo ausiliare Jorge Mario Bergoglio, raccomanda di eseguire delle fotografie, dopodiché il materiale viene conservato in un flacone chiuso riempito di acqua distillata.

## Gli esami
Esami approfonditi furono effettuati soprattutto sul materiale relativo ai  fenomeni del 1996: campioni dell'ostia furono inviati a due diversi laboratori, a Sydney e New York, ignari dell'origine del materiale. Le analisi mostrarono la presenza di tessuto miocardico e di globuli bianchi intatti, che non possono essere presenti nel tessuto cardiaco di un cadavere, tant'è che il professor Frederick Zugibe, primario di medicina legale e cardiologo della Columbia University di New York, incaricato degli esami, chiese sbalordito: "Come avete fatto ad estrarre da una persona un pezzo di cuore vivente?". Sempre il professor Zugibe, osservando il modo in cui i globuli bianchi avevano penetrato il tessuto miocardico, affermò che "il cuore era stato sottoposto a un duro stress, come se il suo proprietario fosse stato picchiato duramente all'altezza del torace".